# Kenneth Barbour Montgomery
Kenneth Barbour Montgomery (Birkenhead, 22 ottobre 1897 – Chester, 27 febbraio 1965) è stato un aviatore inglese.
Il capitano Kenneth Barbour Montgomery, insignito della Military Cross, è stato un asso dell'aviazione inglese della prima guerra mondiale accreditato ufficialmente con 12 vittorie aeree. Dopo aver abbattuto quattro caccia tedeschi mentre pilotava un aereo a due posti, passò ad un caccia monoposto per le sue ultime otto vittorie.

## Prima guerra mondiale
Montgomery prestò servizio come sergente nell'Officers' Training Corps alla Rugby School nel 1913. Si arruolò nell'esercito, inizialmente prestando servizio nel Cheshire Regiment, prima di unirsi al Royal Flying Corps. Il 1º febbraio 1917 fu assegnato come Officer Cadet Wing al Denham Aerodrome, nel Buckinghamshire ed il 2 marzo iniziò il suo addestramento al volo presso la No. 2 School of Military Aeronautics di Oxford, prima di essere inviato al No. 48 Reserve Squadron. Il 29 maggio è stato assegnato al No. 81 Training Squadron, ed è stato nominato flying officer con il grado di sottotenente temporaneo (in supervisione).
Entrò una parte del No. 45 Squadron RFC come pilota di Sopwith 1½ Strutter e fu confermato al suo rango il 13 luglio, lo stesso giorno ottenne la sua prima vittoria aerea, costringendo un aereo da caccia tedesco Albatros D.III ad abbassarsi fuori controllo vicino a Polygon Wood, vicino ad Ypres. Entro il 23 agosto, aveva abbattuto il suo quarto velivolo nemico usando il 1½ Strutter. Passò poi ai Sopwith Camel ad un solo posto, con cui centra la sua quinta vittoria il 20 settembre 1917, diventando così un Asso dell'aviazione. Vinse regolarmente per tutto il resto dell'anno, condividendo il successo con il futuro Vice maresciallo dell'aria Matthew Frew il 26 ottobre. Montgomery ha collezionato la sua decima vittoria mettendo fuori controllo l'Albatros D.V dell'asso Hans Ritter von Adam il 15 novembre 1917 su Langemarck di Langemark-Poelkapelle in Belgio.
Poco dopo il suo squadron fu trasferito sul Fronte italiano, dove il 2 gennaio 1918 Montgomery fu nominato Flight commander con il grado di capitano temporaneo. Il giorno successivo, ha segnato la sua vittoria finale con lo Squadron n. 45, colpendo un altro Albatros D.III. Montgomery quindi si trasferì al No. 66 Squadron RFC; ha conseguito la sua dodicesima vittoria con lo squadron il 12 gennaio 1918, forzando alla discesa un Albatros D.V a sud-est di Fonzaso, in Italia. Montgomery è stata premiato con la Military Cross per le sue imprese il 3 febbraio 1918.
Montgomery fu abbattuto il 22 febbraio 1918 e fu elencato come Missing in action. Il suo aereo era stato colpito dal fuoco antiaereo austro-ungarico e si era schiantato in un vigneto nel villaggio di Rustignè, ad Oderzo, ed era stato catturato, gravemente ferito. Dopo essersi ripreso dalle sue ferite all'ospedale militare di Villa Revedin a Gorgo al Monticano, fu tenuto prigioniero di guerra a Vienna fino a dopo l'armistizio. Tornò in Inghilterra alla fine di dicembre del 1918 ed il 21 gennaio 1919 fu assegnato alla No. 4 Training Depot Station.
Montgomery fu insignito della Croce di guerra al valor militare dal governo italiano l'8 febbraio 1919. L'11 febbraio 1919 fu trasferito nell'elenco dei non occupati della Royal Air Force.